# 聶心湯
聶心湯（？—？），字純中，號銘源，江西臨江府新淦縣人，明朝政治人物。

## 生平
萬曆二十八年（1600年）庚子科江西鄉試第四十八名舉人，三十二年（1604年）甲辰科進士，都察院觀政，授浙江錢塘縣知縣，三十四年本省同考，三十八年升工部主事，四十年升員外郎，四十二年升郎中，四十四年會試同考，四十五年京察去職，天啓五年以東林黨被削籍為民。天啟五年（1625年）十一月，吏部題聶心湯降滁州知州。得旨：聶心湯貪穢著聞，察處浮躁，未盡其辜，著削籍為民，追奪誥命。

## 家族
曾祖聶欽元。祖父聶統紹。父聶啓厚，號少源，母黃氏。重庆下。娶鄧氏。